# Liste von Mariensäulen
Die Liste von Mariensäulen enthält eine Auswahl von Mariensäulen, sortiert nach Ländern.

## Mariensäulen in Deutschland
| Ort                                                               | Koordinaten                 | Höhe (inklusive Statue) | Jahr der Errichtung | Kurzbeschreibung | Bild |
| ----------------------------------------------------------------- | --------------------------- | ----------------------- | ------------------- | --- | ---- |
| Ainring                                                           | 47.804868 N 12.961444 O     |                         |                     | Mariensäule aus Stein, Kriegerdenkmal auf dem Friedhof Feldkirchen, frühes 20. Jahrhundert. Gemeinsam mit der Pfarrkirche Mariä Himmelfahrt in die Bayerische Denkmalliste eingetragen. |      |
| Alzenau-Hörstadt                                                  | 50.05852 N 9.07212 O        |                         |                     | |      |
| Amorbach                                                          | 49.644945 N 9.219946 O      |                         |                     | |      |
| Anger                                                             | 47.804041 N 12.855943 O     | 7 m                     |                     | Mariensäule auf dem Dorfplatz, Figur 1884 im Achthal gegossen. Als Einzeldenkmal in die Bayerische Denkmalliste eingetragen. |      |
| Apfeltrach                                                        | 48.019844 N 10.494854 O     |                         | 1871                | Mariensäule aus rotem Marmor, Vorläufer von 1862 aus Holz |      |
| Appelhülsen                                                       | 51.898522 N 7.423003 O      | 5,4 m                   |                     | Neugotische Mariensäule mit knapp 2 Meter hoher Marienstatue |      |
| Mariensäule Aschaffenburg                                         | 49.974889 N 9.144061 O      |                         | 1703                | |      |
| Aub                                                               | 49.552507 N 10.065368 O     |                         | 1732                | Auf einem Pfeiler über einem tischartigen Sockel steht die Figur der Muttergottes mit Jesuskind. Das aus Sandstein geschaffene Werk stammt von Leopold Kurzhammer. |      |
| Bad Mergentheim                                                   | 49.489853 N 9.772986 O      |                         |                     | |      |
| Bad Reichenhall, Mariensäule vor dem Nonner Kircherl              | 47.738039 N 12.869875 O     |                         |                     | Die Bronzestatue, die auf einem Sockel aus Untersberger Marmor steht, entwarf Paul Sayer, sie wurde 1895 von Ferdinand von Miller gegossen. Sie befindet sich vor dem Eingang zum Friedhof an der Filialkirche St. Georg und ist – gemeinsam mit der Kirche – als Baudenkmal in die Bayerische Denkmalliste eingetragen. |      |
| Mariensäule Bad Waldsee (Kirchplatz St. Peter)                    | 47.921415 N 9.752423 O      |                         |                     | |      |
| Beckum                                                            | 51.758731 N 8.041029 O      |                         | 1910                | Auf dem Marienplatz errichtet, am 04.04.1910 von Landdechant Wilhelm Ekel eingeweiht. Die Gestaltung der Mariensäule erfolgte durch den Sendenhorster Bildhauer Heinrich Seelige. Die Seiten des Denkmals schmücken Reliefs und eine Inschrifttafel. |      |
| Berlin-Kreuzberg, Mariensäule vor der St. Marien-Liebfrauenkirche | 52.498686 N 13.441212 O     |                         |                     | Neoromanischer Löwenbrunnen mit Mariensäule aus dem Jahr 1906 im Vorhof der Kirche an der Wrangelstraße. Nach Kriegsverlust der Figuren seit Dezember 2007 mit neuer Madonna und Brunnenlöwen aus Sandstein von Bildhauer Christian Schafflhuber. |      |
| Mariensäule Bollendorf                                            | 49.855116 N 6.353606 O      |                         | 1959                | Höhe der Säule ohne Statue: 5 m |      |
| Mariensäule Buchen                                                | 49.522024 N 9.323241 O      | 7 m                     |                     | Höhe der Säule ohne Statue: 4,5 m |      |
| Mariensäule Bürgstadt                                             | 49.716688 N 9.267311 O      |                         |                     | |      |
| Mariensäule Denklingen                                            | 47.915725 N 10.851676 O     |                         | 1917                | |      |
| Mariensäule Dießen-Marienplatz                                    | 47.947540 N 11.107569 O     | 3,95 m                  | 1900                | Höhe Sockel 1,4 m, Höhe Säule 1,6 m, Höhe Statue 0,95 m |      |
| Mariensäule Dießen-Klosterhof                                     | 47.948530 N 11.096556 O     | 6,3 m                   |                     | Höhe Sockel 1,1 m, Höhe Säule 3,4 m, Höhe Statue 1,8 m |      |
| Donnersdorf                                                       | 49.969507 N 10.417182 O     |                         |                     | |      |
| Duderstadt im Eichsfeld, Gropenmarkt/Marktstraße                  | 51.512342 N 10.261748 O     | 12,15 m                 | 1711                | Die hohe, barocke Mariensäule wurde 1711 auf Initiative des Stadtpfarrers Herwig Böning (1666–1722) errichtet. Auf ihrem östlichen Sockel sind die beiden Leoparden aus dem Duderstädter Stadtwappen unter einem D in heimischen Sandstein gehauen. Das westliche Sockelfeld zeigt das Mainzer Rad mit Bischofsstab und Schwert. (Duderstadt und das Eichsfeld gehörten seit der Christianisierung bis Anfang des 19. Jahrhunderts zum Erzbistum Mainz. Etwa 450 Jahre war der Mainzer Erzbischof hier zugleich weltliches Oberhaupt.) Die Säule ist in Deutschland die nördlichste Darstellung ihrer Art vor dem Historismus des 19. und 20. Jahrhunderts. |      |
| Mariensäule Düren                                                 | 50.803060 N 6.483776 O      |                         | 1957                | |      |
| Düsseldorf, Maxplatz                                              | 51.222438 N 6.771257 O      |                         |                     | Neoromanische Säule mit einer Marienstatue auf ihrer Spitze. Sie steht auf einem Podest in einer kleinen Gartenanlage am Maxplatz. |      |
| Eichstätt, in Bayern                                              | 48.891157 N 11.183213 O     | 24 m                    | 1777–1780           | |      |
| Mariensäule Egling an der Paar                                    | 48.189034 N 10.984319 O     |                         |                     | |      |
| Mariensäule Eresing                                               | 48.086422 N 11.024413 O     |                         | 1776                | |      |
| Erftstadt-Gymnich                                                 | 50.839672 N 6.737068 O      | 5,25 m                  | 1856                | |      |
| Fichtelberg (Oberfranken)                                         | 50.002129 N 11.852494 O     |                         | 1680                | Mariensäule aus Gusseisen mit Inschrift und kurpfälzischem Wappen, darauf Muttergottes auf Weltkugel, auf vier Postamenten Putti aus vergoldeter Bronze, 1680 |      |
| Mariensäule Finning-Oberfinning                                   | 48.018138 N 11.011477 O     |                         | 1910                | |      |
| Freising, Marienplatz                                             | 48.400837 N 11.744033 O     | 15 m                    |                     | Eine von einer Marienfigur gekrönte Säule aus rotem Marmor, 1674 zur Verehrung Marias als Patrona Bavariae von Fürstbischof Albrecht Sigismund gestiftet. Höhe der Statue: 2,2 Meter, Höhe Sockel: 6,1 Meter, Durchmesser Säule: 0,65 Meter – 0,55 Meter |      |
| Frickenhausen am Main                                             | 49.670681 N 10.092927 O     |                         |                     | Die Mariensäule in Frickenhausen am Main wurde 1710 von Joseph Ritter errichtet und befindet sich auf dem Babenbergplatz. |      |
| Marienbrunnen Friedberg                                           | 48.355247 N 10.978727 O     |                         |                     | |      |
| Fulda , Osthessen                                                 | 50.559691 N 9.671735 O      | 15 m                    |                     | In den Jahren 1348 und 1450 wütete die europaweite Pest auch in Fulda, wo sie an die dreitausend Opfer forderte. Die Pest- oder auch Mariensäule wurde zum 300. Jahrestag der Pest von 1348 und 1350 im Jahre 1651 am Frauenberg aufgestellt. Im Norden der Altstadt von Fulda führt die Straße Am Frauenberg hoch zum gleichnamigen Kloster. Linkerhand der Straße befindet sich in den Grünanlagen das Denkmal, eine schlanke, figurbekrönte Säule auf vierkantigem Sockel, auf einem breiten viereckigen Podest stehend. Von den vier Flächen des Mittelstücks sind drei mit Inschriften versehen, die südliche, der Stadt zugewandte Seite trägt das Wappen des Fürstabtes Joachim Graf von Gravenegg (1644–1671). Die Marien oder Pestsäule soll an der Stelle des letzten Pesttoten errichtet worden sein. ...Am Fuße desselben erhebt sich heute noch eine Säule, welche daran erinnern soll, daß, als einst hier eine Pest wüthete und Alt und Jung von derselben weggerafft ward, der Bischof von Fulda aus dem Dome eine Wallfahrt[739] nach dem Frauenberge anstellte. Als aber die Gläubigen, das Venerabile voran, unter Singen und Beten nach dem Wallfahrtsort zogen, da stürzte einer von ihnen an jenem Orte von der Krankheit gefaßt, zu Boden und starb als das letzte Opfer derselben. Zum Andenken daran errichtete man dort die Säule und jedes Jahr am Gnadentage zog die Schaar der frommen Bürger Fuldas nach dem Kloster um da zu beten. |      |
| Mariensäule Grafing                                               | 48.045421 N 11.966128 O     | 9,5 m                   | 1923                | |      |
| Mariensäule Fuchstal-Leeder                                       | 47.934190 N 10.826825 O     |                         | 1889                | |      |
| Mariensäule Gaukönigshofen                                        | 49.633200 N 9.999466 O      |                         |                     | |      |
| Mariensäule Geisenfeld                                            | 48.684892 N 11.613654 O     | 5,5 m                   | 1949                | |      |
| Mariensäule Gerolsbach                                            | 48.493088 N 11.361711 O     |                         |                     | |      |
| Gilching, Weßlinger Straße                                        | 48.118300 N 11.290078 O     |                         |                     | |      |
| Hirblingen, Stadtteil von Gersthofen                              | 48.421869 N 10.831873 O     |                         |                     | Mariensäule des Bildhauers Christian Angerbauer von 1997 (aus französischem Jura) |      |
| Höhenkirchen, Staatsstraße 2078                                   | 48.003677 N 11.726449 O     |                         |                     | Stiftung von Heinrich Prinz von Bayern. Er hatte einen Autounfall im Juni 1911 unverletzt überlebt und ließ die Mariensäule am 18. Oktober 1911 errichten |      |
| Holzheim                                                          | 48.612667 N 10.950102 O     | 6,129 m                 |                     | Das Wahrzeichen in der Ortsmitte von Holzheim ist die Mariensäule mit Kriegerdenkmal für die Teilnehmer des Deutsch-Französischen Krieges 1870/71 aus den damaligen Gemeinden Holzheim, Bergendorf, Oberpeiching, Pessenburgheim, Riedheim, Stadel, Unterbaar und Wallerdorf. Das Denkmal wurde am 21. Mai 1872 eingeweiht und ist in die Bayerische Denkmalliste eingetragen. |      |
| Hösbach                                                           | 50.0409 N 9.23113 O         |                         |                     | |      |
| Mariensäule Kelheim                                               | 48.918315 N 11.873160 O     |                         | 1700                | |      |
| Mariensäule Kienberg                                              | 48.036254 N 12.462412 O     | 6,04 m                  | 1906                | |      |
| Kirchdorf an der Amper                                            | 48.457873 N 11.651500 O     |                         | 1911                | Denkmal für Gefallene im Deutsch-Französischen Krieg von 1870/71. |      |
| Mariensäule Kirn                                                  | 49.898954 N 7.481577 O      |                         | 1957                | |      |
| Köln                                                              | 50.942729 N 6.946610 O      | 13,5 m                  | 1858                | Älteste rheinische Mariensäule im neugotischen Stil, 1858 fertiggestellt. |      |
| Konstanz, Südseite des Konstanzer Münsters                        | 47.663014 N 9.175883 O      |                         | 1863                | Von Bischof Johann von Praßberg beauftragt, geweiht am 2. Mai 1683. |      |
| Külsheim                                                          | 49.669737 N 9.520501 O      |                         |                     | |      |
| Kyllburg                                                          | 50.043345 N 6.592808 O      | 15 m                    | 1886                | 1886 vom Verschönerungsverein an Stelle einer Bismarcksäule errichtet. Innen besteigbar. |      |
| Ladenburg                                                         | 49.472238 N 8.610848 O      |                         |                     | Brunnensäule |      |
| Laufen an der Salzach (Oberbayern)                                | 47.939611 N 12.936780 O     | 6,2 m                   |                     | Marienbrunnen auf dem Marienplatz in Laufen, Maria Immaculata auf einer Säule in einem Brunnenbassin; bezeichnet mit dem Jahr 1693 von Veit Pfaffinger |      |
| Mariensäule Landsberg-Reisch                                      | 48.042975 N 10.914826 O     |                         | 1888                | |      |
| Lehenbühl, Ortsteil von Legau                                     | 47.856906 N 10.135349 O     |                         |                     | Die Mariensäule in Lehenbühl, wurde 1632 gestiftet und 1839 erneuert. Die toskanische Säule ruht auf einem quaderförmigen Sockel. |      |
| Lindach                                                           | 49.92719 N 10.20227 O       |                         |                     | |      |
| Miltenberg                                                        | 49.706354 N 9.264398 O      |                         |                     | |      |
| Miltenberg                                                        | 49.704269 N 9.264964 O      |                         |                     | |      |
| Mariensäule Mitterteich                                           | 49.950851 N 12.242889 O     |                         | 1896                | |      |
| Moosburg an der Isar                                              | 48.467597 N 11.935390 O     | 6,86 m                  | 1890                | Mariensäule auf dem Stadtplatz von Moosburg. |      |
| München, Marienplatz                                              | 48.137231 N 11.575509 O     | 14 m                    |                     | Mariensäule mit vergoldeter Marienstatue aus Bronze, die vermutlich von Hubert Gerhard 1593 geschaffen wurde |      |
| München-Allach, Eversbuschstraße 161                              | 48.197060 N 11.458097 O     |                         |                     | Mariensäule mit vergoldeter Marienstatue, 1901, Wiederaufstellung 1934/35 |      |
| München-Feldmoching                                               | 48.216943 N 11.528964 O     |                         |                     | Vergoldete Madonnenfigur auf hoher steinerner Säule, 1870/71 |      |
| München-Pasing, Pasinger Marienplatz                              | 48.146767 N 11.459399 O     | 7,4 m                   | 1921/1922           | von Arwed Peterson entworfen, Säule modern |      |
| Mariensäule Münchsmünster                                         | 48.765017 N 11.689011 O     |                         | 1858                | |      |
| Mariensäule Murnau am Staffelsee                                  | 47.678023 N 11.200940 O     |                         | 1700                | 1859 überarbeitet, 1939 entfernt und 1975 wiederaufgestell |      |
| Nordheim am Main, vor der Kirche St. Laurentius                   | 49.859596 N 10.182867 O     |                         | 1778                | Die Mariensäule wurde 1778 von der Familie Knoblach errichtet |      |
| Neustadt (Eichsfeld)                                              | 51.468243 N 10.465770 O     |                         |                     | Die Mariensäule steht auf dem alten Schulplatz. |      |
| Oberschwarzach                                                    | 49.86094 N 10.40926 O       |                         |                     | |      |
| Mariensäule Oberstaufen                                           | 47.554944 N 10.020752 O     |                         | 1877                | |      |
| Obervolkach, vor der Kirche St. Nikolaus                          | 49.873527 N 10.258546 O     |                         |                     | Die Mariensäule wurde 1896 als Kriegerdenkmal für die Gefallenen im Deutsch-Französischen Krieg 1870/1871 errichtet |      |
| Oelsnitz/Erzgeb.                                                  | 50.733912 N 12.695534 O?    |                         |                     | Die Mariensäule aus dem Jahr 2015 wurde im Rahmen der Landesgartenschau Oelsnitz/Erzgeb. 2015 eingeweiht. Sie wurde durch den Künstler Klaus Hirsch entworfen. Die schlichte Sandsteinsäule steht auf einem quadratischen Sockel. Das massive Kapitell aus schwarzem Marmor ist mit vergoldeten stilisierten Rosen verziert. Die Marienfigur, eine barhäuptige Statue der Jungfrau Maria, den Kopf leicht nach hinten geneigt, mit zum Gebet gefalteten Händen, ist eine Replik der Marienstatue in Chodov, der Partnerstadt von Oelsnitz im Erzgebirge. |      |
| Ochsenhausen                                                      | 48.064499 N 9.949418 O      | 8,3 m                   | 1717                | Mariensäule des Klosters Ochsenhausen aus dem Jahr 1717 |      |
| Mariensäule Pfaffenhofen an der Ilm                               | 48.530720 N 11.509236 O     |                         | 1833                | |      |
| Poppenhausen                                                      | 50.10194 N 10.14268 O       |                         |                     | |      |
| Mariensäule Rapperath                                             | 49.818910 N 7.097031 O      |                         | 1954                | |      |
| Ravensburg                                                        | 47.782642 N 9.615145 O      |                         |                     | |      |
| Reichmannshausen                                                  | 50.12245 N 10.38621 O       |                         |                     | |      |
| Retzbach                                                          | 49.90258 N 9.82868 O        |                         |                     | |      |
| Rimbach, an der Lindenstraße                                      | 49.863967 N 10.294291 O     |                         |                     | Sie wurde in der zweiten Hälfte des 19. Jahrhunderts errichtet und aus Sandstein geschaffen. |      |
| Röthlein                                                          | 49.98739 N 10.21883 O       |                         |                     | |      |
| Rottenbuch                                                        | 47.735192 N 10.965737 O     |                         |                     | Mariensäule aus Sandstein, ursprünglich Teil einer Brunnenanlage, 1873 nach dem Deutsch-Französischen Krieg zum Kriegerdenkmal umgewandelt. |      |
| Schwäbisch Gmünd                                                  | 48.798482 N 9.796498 O      |                         |                     | |      |
| Mariensäule Schwifting                                            | 48.048224 N 10.918618 O     |                         | 1889                | |      |
| Mariensäule Sulzfeld am Main                                      | 49.70808506 N 10.13314426 O |                         | 1724                | |      |
| Trier                                                             | 49.760300 N 6.619898 O      | 40,9 m                  | 1859–1866           | Innen besteigbar, im Frühjahr 2007 saniert. |      |
| Mariensäule Tutzing                                               | 47.909820 N 11.282846 O     |                         | 1882                | |      |
| Untereuerheim                                                     | 50.01435 N 10.35613 O       |                         |                     | |      |
| Unterrammingen                                                    | 48.068360 N 10.581323 O     |                         |                     | Bildsäule aus Sandstein, von Johann Reiling, 1865 |      |
| Unkel                                                             | 50.598727 N 7.213750 O      |                         |                     | Mariensäule |      |
| Mariensäule Vohburg an der Donau                                  | 48.770093 N 11.618334 O     |                         |                     | |      |
| Wangen                                                            | 47.686953 N 9.83359 O       |                         |                     | |      |
| Mariensäule Waxweiler                                             | 50.095645N 6.369710 O       | 16 m                    | 1948                | Höhe der Madonna 4,3 m |      |
| Mariensäule Weilheim in Oberbayern                                | 47.839489 N 11.141660 O     |                         | 1698                | |      |
| Wiedenbrück                                                       | 51.835645 N 8.313614 O      |                         | 1899                | Mariensäule vor dem ehemaligen Franziskanerkloster, von Anton Mormann |      |
| Wiedergeltingen                                                   | 48.039247 N 10.670874 O     |                         | 1901                | 1901 errichtet, 1934 renoviert, 1955 wurde die Figur erneuert. |      |
| Wiesentheid, am Marienplatz                                       | 49.793646 N 10.341957 O     | 8 m                     | 1859                | Die Säule wurde 1859 von Carl Alexander Heideloff errichtet und bildet das Zentrum des nach ihr benannten Platzes |      |
| Mariensäule Windach                                               | 48.066325 N 11.032682 O     |                         | 1900                | |      |
| Mariensäule Wolnzach                                              | 48.603588 N 11.626740 O     |                         | 1900                | |      |
| Zell am Ebersberg                                                 | 49.96513 N 10.56463 O       |                         |                     | |      |
| Mariensäule Weilheim in Oberbayern-Zotzenmühle                    | 47.835287 N 11.159154 O     |                         | 1883                | |      |

## Mariensäulen in Österreich
| Ort                            | Koordinaten             | Höhe (inklusive Statue) | Jahr der Errichtung     | Beschreibung | Bild |
| ------------------------------ | ----------------------- | ----------------------- | ----------------------- | --- | ---- |
| Admont                         | 47.574239 N 14.460805 O |                         | 1712                    | Mariensäule im Marienpark, gestiftet 1712 von Abt Anselm Luerzer, ausgeführt durch den Bildhauer Christof Winkler |      |
| Fernitz-Mellach                | 46.972815 N 15.499869 O |                         |                         | Mariensäule mit Kriegerdenkmal vor der spätgotischen römisch-katholischen Wallfahrtskirche Maria Trost, die steinerne Mariensäule stammt aus dem 19. Jahrhundert, das Kriegerdenkmal wurde im Zuge von Restaurierungsarbeiten 1927 und 1951 hinzugefügt, zum Gedenken an die Gefallenen und Vermissten des Ersten und Zweiten Weltkriegs der Ortschaften Fernitz, Gnaning und Gössendorf.                                      |      |
| Graz                           | 47.06831 N 15.44185 O   | ca. 15 m                | 1670, hier seit 1928    | Mariensäule, Am Eisernen Tor beim Südostende der Herrengasse, nahe dem Opernring. In einem kleinen Park mit Zier- und Trinkbrunnen. 2003–2007 stand wenige Meter nordöstlich der Säule der gläserne Marienlift, quasi als Aussichtsturm für den Blick in die Achse der Herrengasse. |      |
| Pestsäule Hollabrunn           | 48.562671 N 16.078864 O |                         | 1681                    | [ 3 ] |      |
| Oberwölz (Steiermark)          | 47.204446 N 14.281349 O |                         |                         | Die Mariensäule auf dem Marktplatz der Stadt Oberwölz wurde 1715 aus Anlass eines Pestausbruchs errichtet |      |
| Pinkafeld                      | 47.371528 N 16.122683 O |                         |                         | Die Mariensäule befindet sich auf dem Marktplatz der burgenländischen Stadt Pinkafeld. Urkundlich erstmals erwähnt wurde sie in der kanonischen Visitation des Jahres 1757. Historiker datieren ihre Entstehung um das Jahr 1700, anlässlich des Endes des Großen Türkenkrieges und der damit einhergehenden endgültigen Abwehr der Gefahr, die von den Feldzügen des Osmanischen Reiches für die Habsburgermonarchie ausging. |      |
| Salzburg, am Domplatz          | 47.797948 N 13.045343 O |                         |                         | Das Werk wurde von Wolfgang und Johann Baptist Hagenauer von 1766 bis 1771 errichtet. Ein hoher Sockel trägt die Figur der Maria Immaculata, die auf einem Wolkenberg mit Weltkugel steht. |      |
| Wels                           | 48.15924 N 14.02774 O   | 15 m (?)                | um 1660, seit 1840 hier | Mariensäule auf einem dreieckigen Platz an der Kreuzung Ringstraße/(Roseggerstraße/Herrengasse/)Adlerstraße. Renoviert zuletzt 1999, 2020. |      |
| Wernstein am Inn in Österreich | 48.505545 N 13.454414 O | 17 m                    |                         | |      |
| Weiz                           | 47.217203 N 15.621995 O |                         | 1682                    | Mariensäule von 1682 mit Figur der Immaculata von P. Reschve aus 1904. 1974 wurde das Denkmal auf seinen heutigen Standort gebracht. |      |
| Wien, am Platz Am Hof          | 48.211145 N 16.367875 O |                         |                         | Die Mariensäule steht heute in der Mitte des Platzes Am Hof. Auf einer dreistufigen Anlage verläuft eine Balustrade, der Sockel ist dem der steinernen Säule exakt nachgebildet. Auf dem Sockel steht ein weiteres Postament, darauf steht eine Säule korinthischer Ordnung aus Erz, ganz oben befindet sich die Statue der Maria.                                                                                             |      |
| Mariensäule in Wiener Neustadt | 47.813064 N 16.244335 O |                         | 1679                    | Die Hochzeiten der Herzoginnen Eleonora Marie Josefa mit Karl V. von Lothringen und Maria Anna Josefa mit Johann Wilhelm von der Pfalz nahm der Wiener Neustädter Bischof Leopold Karl von Kollonitsch zum Anlass 1678 eine Mariensäule zum Gedächtnis zu stiften. Bischof Kollonitsch weihte am 15. August 1679 zum Fest Mariä Aufnahme in den Himmel die Mariensäule.                                                        |      |

## Mariensäulen in Italien
| Ort     | Koordinaten             | Höhe (inklusive Statue) | Jahr der Errichtung | Beschreibung | Bild |
| ------- | ----------------------- | ----------------------- | ------------------- | --- | ---- |
| Bozen   | 46.501505 N 11.354528 O |                         | 1909                | Die Mariensäule aus dem Jahr 1909 ist vom Bildhauer Andreas Kompatscher. Es handelt sich um eine Säule mit korinthischem Kapitell. Darauf die Statue der Muttergottes. Sie ist von 4 Sockelfiguren umgeben. Die Inschrift nimmt auf eine örtliche Cholera-Epidemie Bezug. |      |
| Bruneck | 46.794826 N 11.940849 O |                         | 1716                | Die Mariensäule aus dem Jahr 1716 in Bruneck, Stadtteil Oberragen. Steinsäule mit Muttergottes. |      |
| Rom     | 41.905003 N 12.482963 O |                         | 1856                | Die Mariensäule wurde 1856 von Papst Pius IX. als Denkmal der Unbefleckten Empfängnis Mariens auf der Piazza di Spagna in Rom errichtet und Giuseppe Obici geschaffenen Marienfigur bekrönt.                                                                              |      |

## Mariensäulen in Polen
| Ort        | Koordinaten             | Höhe (inklusive Statue) | Jahr der Errichtung | Beschreibung                                                                                                | Bild |
| ---------- | ----------------------- | ----------------------- | ------------------- | --- | ---- |
| Kłodzko    | 50.438694 N 16.653994 O | 11,52 m                 | 1681                | spätbarocke Bildsäule aus Sandstein. Sie entstand im 17. Jahrhundert und steht auf der Westseite des Rings. |      |
| Oberglogau | 50.353785 N 17.861130 O |                         | 1677                | Barocke Bildsäule aus Sandstein, 17. Jahrhundert.                                                           |      |
| Racibórz   | 50.092011 N 18.219817 O | 14 m                    | 1725–1727           | Spätbarocke Sandstein-Bildsäule aus dem 18. Jahrhundert.                                                    |      |

## Mariensäulen in Tschechien
| Ort     | Koordinaten             | Höhe (inklusive Statue) | Jahr der Errichtung | Beschreibung | Bild |
| ------- | ----------------------- | ----------------------- | ------------------- | --- | ---- |
| Chodov  | 50.239126 N 12.748853 O |                         | 1675                | Die Mariensäule aus dem Jahr 1675 wurde durch Johann Wilhelm von Plankenheim an der Straße nach Loket aufgestellt. Heute steht sie nach einer Restaurierung im Jahr 2013 im Stadtzentrum am Platz der Straße Staroměstská. Es handelt sich um eine reich verzierte Sandsteinsäule auf einem mit einem mächtigen Gesims abgeschlossenen Sockel. Darauf fußt eine barhäuptige Statue der Jungfrau Maria, den Kopf leicht nach hinten geneigt, mit zum Gebet gefalteten Händen. |      |
| Liberec | 50.771283 N 15.052930 O |                         | 1719                | |      |
| Prag    | 50.087377 N 14.421322 O |                         | 2020                | Die Mariensäule vor dem Altstädter Rathaus wurde 1918 zerstört. 2020 beschloss der Stadtrat die Aufstellung einer Nachbildung an alter Stelle. |      |

## Weitere Länder
| Ort                                 | Koordinaten             | Höhe (inklusive Statue) | Jahr der Errichtung | Beschreibung | Bild |
| ----------------------------------- | ----------------------- | ----------------------- | ------------------- | --- | ---- |
| Marienbrunnen (Eupen), Belgien      | 50.630582 N 6.031510 O  | 5,6 m                   | 1857                | 1857 Bau der Mariensäule, Bildhauer Christian Mohr, Gesamtobjekt im Auftrag von Bürgermeister Peter Becker nach Plänen von Vincenz Statz, 1913 Neubau des Brunnenbeckens durch Bildhauer Christian Stüttgen |      |
| Mariensäule (Klausenburg), Rumänien | 46.776845 N 23.607673 O |                         | 1744                | Im Jahr 1744 bei der Jesuitenkirche errichtet, vom Bildhauer Anton Schuchbauer geschaffen. |      |